# Sarighiol de Deal, Tulcea
Sarighiol de Deal este un sat în comuna Beidaud din județul Tulcea, Dobrogea, România. Se află în partea de sud a județului, în Podișul Casimcei. În luna mai a fiecărui an, aici are loc „Festivalul Internațional al Păstoritului“, manifestare cu caracter folcloric.

## Personalități
- Ivan Bobev, ofițer bulgar, erou în Războiul Sârbo-Bulgar